# Corinna javuyae
Corinna javuyae is een spinnensoort uit de familie van de loopspinnen (Corinnidae).
De wetenschappelijke naam van de soort werd in 1930 gepubliceerd door Alexander Petrunkevitch.